# Guillermo Chadwick Ortúzar
Guillermo Chadwick Ortúzar (Santiago, 8 de agosto de 1887 - Ibidem, 1971) fue un empresario y político chileno.

## Familia
Hijo de Alejandro Chadwick Amenábar y Rosario Ortúzar Pereira, fue miembro de la influyente familia Chadwick. Se casó con Blanca Ortúzar Vergara Vergara, con quien tuvo descendencia.

## Estudios
Estudió en el Colegio de los Sagrados Corazones de Santiago y en la Universidad Católica de Chile, desde donde se recibió de ingeniero civil en 1911.

## Carrera
Guillermo trabajó en el rubro de la ingeniería civil, la ingeniería comercial y agrícola. Ejecutó obras de regadío y explotó el fundo San José en la localidad de Teno, provincia de Curicó.
Fue militante del Partido Conservador, candidato a diputado en 1918 y electo por Curicó, para el período 1918-1921. Como diputado integró la Comisión Permanente de Industria y Agricultura.
Desde 1932 trabajó con Duncan y Chadwick, y en 1939 fue socio de Guillermo Chadwick y Compañía Ltda. Además fue socio del Club de la Unión y de la Sociedad Nacional de Agricultura (SNA).